# Olivia Brown
Olivia Brown (Frankfurt am Main, 10 april 1960) is een Amerikaanse actrice en keramiekkunstenares.
Brown werd vooral bekend door haar rol in de serie Miami Vice (1984-1989). 

## Biografie
Brown werd geboren in de Duitse stad Frankfurt, maar niet lang daarna verhuisde ze met haar ouders naar Livonia (Michigan). Vervolgens verhuisde het gezin naar Californië, waar ze de highschool doorliep. Brown studeerde in 1999 af aan de Manchester Metropolitan University in Engeland, waar ze zich had gespecialiseerd in keramische sculpturen en bedrukt textiel. Het jaar daarop begon ze een succesvol bedrijf in keramiek.
Brown begon in 1977 met acteren in de televisieserie The Outsiders. Hierna heeft ze nog meerdere rollen gespeeld in televisieseries en televisiefilms, maar het bekendst is ze van de televisieserie Miami Vice, waarin ze van 1984 t/m 1990 in 111 afleveringen de rol van detective Trudy Joplin speelde.
Brown heeft nog een broer, die football speelde voor de Tennessee Titans.
Brown trouwde twee keer. De eerste keer was in 1983 met acteur Mykelti Williamson, die ze had leren kennen tijdens de opnamen voor de televisieserie Miami Vice, maar van wie ze in 1985 scheidde. Hierna is zij opnieuw getrouwd en heeft hieruit twee kinderen. 

## Filmografie

### Films
Uitgezonderd korte films.
- 2023: Blue Lightning - als Mattie
- 2017: Our Dream Christmas - als Stephanie Carter
- 2012: House Arrest – als Rachel Willows
- 2010: Fast Lane – als mama
- 2009: Not Easily Broken – als mrs. Reid
- 1998: Mr. P's Dancing Sushi Bar – als Natalie
- 1993: Man's Best Friend – als lab assistente
- 1993: Al Tied Up – als Tara
- 1990: Memories of Murder – als Brenda
- 1989: Identity Crises – als Domino
- 1984: Streets of Fire – als Addie
- 1982: 48 Hrs. – als Candy
- 1982: Norman Loves Rose – als verpleegster
- 1981: I Can Jump Puddles – als Maisie

### Televisieseries
Uitgezonderd eenmalige gastoptredens.
- 1996-2003: 7th Heaven – als Patricia Hamilton – 9 afl.
- 2001: Moesha – als Barbara Lee – 4 afl.
- 1997: Beverly Hills, 90210 – als professor Langely – 3 afl.
- 1995-1996: Lois & Clark: The New Adventures of Superman – als Star – 4 afl.
- 1995: Sister, Sister – als Lucy – 2 afl.
- 1990-1991: Dear John – als Denise – 3 afl.
- 1990: Designing Women – als Vanessa Hargraves – 5 afl.
- 1984-1990: Miami Vice – als rechercheur Trudy Joplin – 111 afl.
- 1986: The Love Boat – als Lois Hendrix – 2 afl.
- 1983: Hill Street Blues – als Vicki – 3 afl.

- Library of Congress Control Number: no2011075793
- SNAC: w61z51qh
- Système universitaire de documentation: 249504170
- Virtual International Authority File: 315533981
- WorldCat: E39PBJqbjKTChYXqC8rFCWRdwC